# イライジャ・カミングス
イライジャ・カミングス（英語: Elijah Cummings, 1951年1月18日 - 2019年10月17日）は、アメリカ合衆国の政治家。

## 概要
メリーランド州ボルチモア市出身の民主党所属の 下院議員であった。就任中は公民権運動の推進などに尽力したほか、下院監視・政府改革委員会委員長として、トランプ大統領のロシア疑惑を通じて弾劾に向けた調査を行ったほか、納税記録の公開や関係者の召喚などを次々と要求してトランプ政権と激しく対立する民主党側の主要人物となった。
2019年7月27日には、トランプ大統領がツイッターで、カミングスの選挙区であるボルチモアを「ネズミがはびこり、吐き気がするめちゃくちゃな場所だ」、「（メキシコとの国境線の問題などを）批判する暇があるなら自分の選挙区を何とかすべき」と口汚く非難して話題となった。対するカミングス側もトランプ大統領の発言は人種差別であり、議員と選挙区の住民に対する侮辱だとして反論した。
2019年10月8日、新たに浮上したトランプ大統領のウクライナ疑惑に関して国防総省などに関係文書の提出を求める召喚状を他の委員長らと連名で発出。トランプ大統領をさらに追い込む姿勢を見せていたが、同月17日、長年抱えてきた病気の合併症により死去した。享年68歳。